# Гаврил Спасов (революционер)
Гаврил Митов Спасов е български революционер, войвода на Вътрешната македоно-одринска революционна организация.

## Биография
Гаврил Спасов е роден в 1881 или 1882 година в кочанското село Пресека, тогава в Османската империя. Влиза във ВМОРО и в 1902 година постъпва в четата на Христо Чернопеев. Участва в еднодневното сражение на четата между Зърновци и Лески, в което четата губи 5 убити и 1 ранен. Оттеглят се към връх Готен, където обаче преди Великден дават ново еднодневно сражение на турците, този път без жертви, и се оттеглят в Свободна България.
Около Кръстовден 1903 година отново навлиза с Чернопеев в Македония. В Клинчарската махала на Пресека е открита от турци, оттегля се към местността Стрижабото, където отново се сражава две нощи, като дава 35 убити четници и се оттегля в България.
През септември 1904 година навлиза в Македония с подпоручик Панчо Константинов и дава сражение на връх Китка и Султантепе, което трае един ден и нощ, като четата дава само 1 ранен.
В 1905 година навлиза с четата на Кръстьо Българията, а след като той напуска Кочанска околия, работи с войводата Симеон Георгиев до Младотурската революция през лятото на 1908 година.
В 1910 година, по време на Обезоръжителната акция на младотурците, бяга с войводата Симеон Георгиев в Свободна България. Назначен е за царевоселски войвода и се връща в околията с чета от 8 – 10 души, с която действа до избухването на Балканската война през лятото на 1912 година.
При избухването на войната е доброволец в Македоно-одринското опълчение и служи в Партизанска чета № 35, под ръководството на Симеон Георгиев, с която действа в родното им Кочанско. По-късно е в Сборна партизанска рота на МОО и във 2-ра рота на 14-а воденска дружина. Носител на орден „За храброст“ IV степен.
В 1914 и в 1915 година е четник на Симеон Клинчарски.
След Първата световна война участва във възстановената от Тодор Александров ВМРО и служи като куриер. С писмо до Тодор Александров от 29 декември 1923 година Иван Бърльо предлага да бъде награден със значка на ВМРО „за добросъвестно изпълнение рискованата служба пограничен куриер на Кочанската революционна околия“.
На 27 април 1943 година, като жител на Кюстендил, подава молба за българска народна пенсия, която е одобрена и пенсията е отпусната от Министерския съвет на Царство България.
Умира на 29 септември 1947 година в Кюстендил като оставя вдовица Еленка Митева от същия град.